# Bahnhof Porz-Heumar
Der Bahnhof Porz-Heumar im Kölner Stadtteil Rath/Heumar liegt an der Bahnstrecke Köln-Kalk–Overath, wo Personenverkehr der Oberbergischen Bahn in der Relation Köln–Rösrath–Overath–Gummersbach–Meinerzhagen–Lüdenscheid stattfindet. Er wird im Personenverkehr seit 1991 nicht mehr bedient und dient nur noch als Betriebsbahnhof. Das ehemalige Empfangsgebäude steht unter Denkmalschutz.

## Geschichte
Am 1. August 1910 wurde der Bahnhof unter dem Namen „Heumar“ eröffnet; am 25. Juni 1966 erfolgte die Umbenennung in „Porz-Heumar“. Im Jahre 1991 wurde der Halt im Personenverkehr unter Hinweis auf ein zu geringes Fahrgastaufkommen eingestellt.
Ab Anfang der 2000er Jahre plante die Deutsche Bahn die Strecke von Köln nach Gummersbach auszubauen und den Bahnhof Porz-Heumar für den Personenverkehr wieder in Betrieb zu nehmen, woraufhin in den darauffolgenden Jahren diesbezügliche Erörterungstermine durchgeführt wurden. Im August 2005 informierte die Stadtverwaltung Köln anlässlich einer Anfrage der Bezirksvertretung Köln-Kalk die Öffentlichkeit, dass das Planfeststellungsverfahren zum Ausbau dieser Strecke nicht weiter verfolgt werde.
Heute ist der Bahnhof nur noch ein Betriebsbahnhof und dient z. B. als Ausweichstelle oder zum Abstellen von Güterwagen für den Betrieb der nahgelegenen Müllumladestation.

## Bahnanlagen
Der Bahnhof an der eingleisigen Strecke hat zwei Gleise, die beide über einen Bahnsteig verfügten. Güterverkehrsanlagen sind nicht mehr vorhanden.

## Denkmal

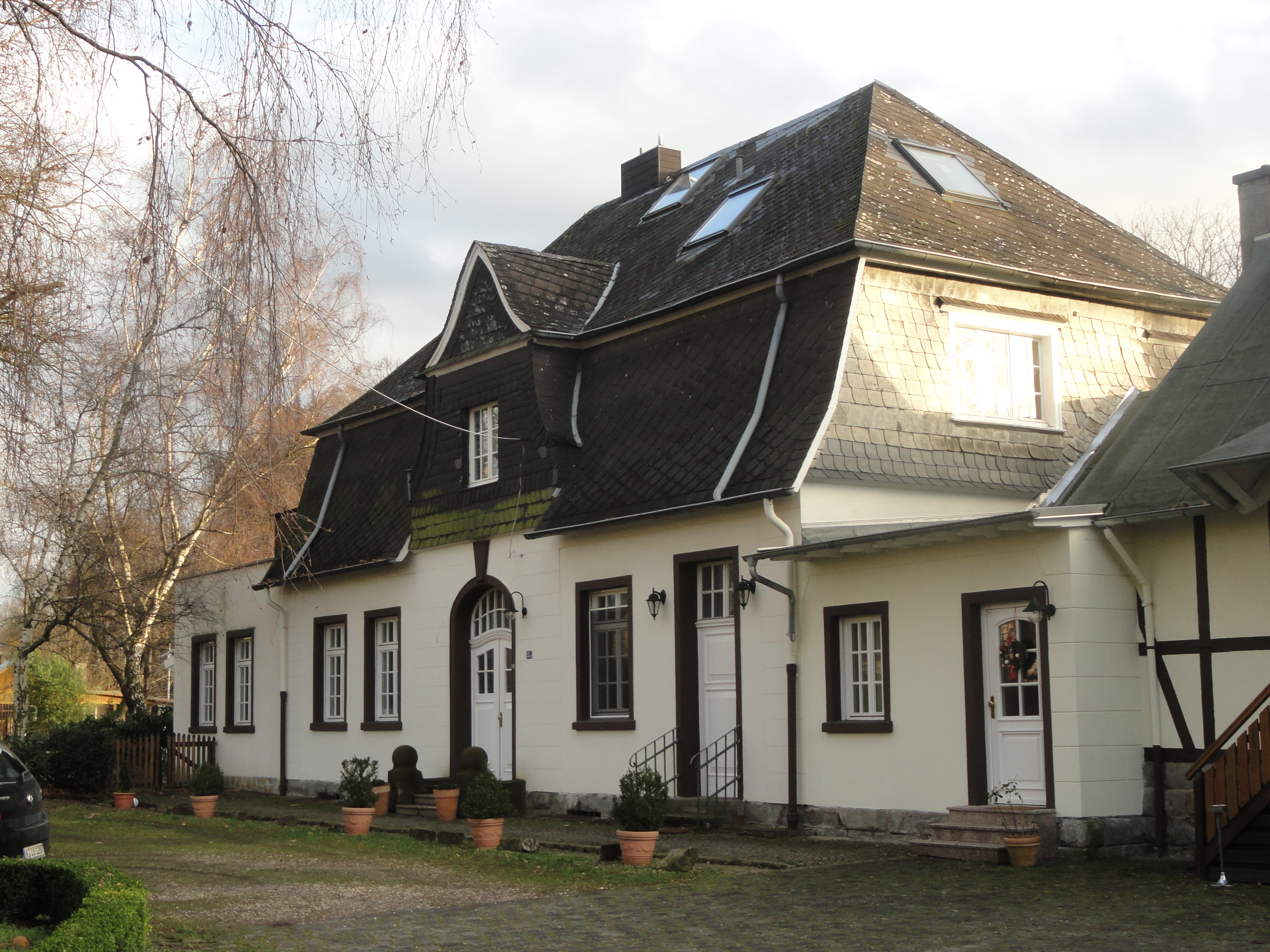
Bahnhof, Straßenseite

Das Empfangsgebäude des Bahnhof Porz-Heumar wurde am 17. September 1996 mit der Nummer 7943 in die Denkmalliste der Stadt Köln aufgenommen.

## Umfeld
Der Bahnhof liegt am Südrand einer Wohnsiedlung in Rath/Heumar.